# Formigais
Formigais é uma povoação portuguesa do Município de Ourém, na antiga província da Beira Litoral, na região do Centro (Região das Beiras) e sub-região do Médio Tejo, que foi sede da extinta Freguesia de Formigais, freguesia que tinha 11,53 km² de área e 375 habitantes (2011), e, por isso, uma densidade populacional de 32,5 hab/km².
A Freguesia de Formigais foi extinta em 2013, no âmbito de uma reforma administrativa nacional, tendo sido agregada às Freguesias de Freixianda e de Ribeira do Fárrio para formar uma nova freguesia denominada União das Freguesias de Freixianda, Ribeira do Fárrio e Formigais.

## População
| População da freguesia de Formigais | População da freguesia de Formigais | População da freguesia de Formigais | População da freguesia de Formigais | População da freguesia de Formigais | População da freguesia de Formigais | População da freguesia de Formigais | População da freguesia de Formigais | População da freguesia de Formigais | População da freguesia de Formigais | População da freguesia de Formigais | População da freguesia de Formigais | População da freguesia de Formigais | População da freguesia de Formigais | População da freguesia de Formigais |
| ----------------------------------- | ----------------------------------- | ----------------------------------- | ----------------------------------- | ----------------------------------- | ----------------------------------- | ----------------------------------- | ----------------------------------- | ----------------------------------- | ----------------------------------- | ----------------------------------- | ----------------------------------- | ----------------------------------- | ----------------------------------- | ----------------------------------- |
| 1864                                | 1878                                | 1890                                | 1900                                | 1911                                | 1920                                | 1930                                | 1940                                | 1950                                | 1960                                | 1970                                | 1981                                | 1991                                | 2001                                | 2011                                |
| 398                                 | 426                                 | 486                                 | 522                                 | 599                                 | 668                                 | 677                                 | 783                                 | 841                                 | 909                                 | 729                                 | 629                                 | 490                                 | 444                                 | 375                                 |

| Distribuição da População por Grupos Etários | Distribuição da População por Grupos Etários | Distribuição da População por Grupos Etários | Distribuição da População por Grupos Etários | Distribuição da População por Grupos Etários | Distribuição da População por Grupos Etários | Distribuição da População por Grupos Etários | Distribuição da População por Grupos Etários | Distribuição da População por Grupos Etários | Distribuição da População por Grupos Etários |
| -------------------------------------------- | -------------------------------------------- | -------------------------------------------- | -------------------------------------------- | -------------------------------------------- | -------------------------------------------- | -------------------------------------------- | -------------------------------------------- | -------------------------------------------- | -------------------------------------------- |
| Ano                                          | 0-14 Anos                                    | 15-24 Anos                                   | 25-64 Anos                                   | > 65 Anos                                    |                                              | 0-14 Anos                                    | 15-24 Anos                                   | 25-64 Anos                                   | > 65 Anos                                    |
| 2001                                         | 43                                           | 77                                           | 198                                          | 126                                          |                                              | 9,7%                                         | 17,3%                                        | 44,6%                                        | 28,4%                                        |
| 2011                                         | 41                                           | 32                                           | 184                                          | 118                                          |                                              | 10,9%                                        | 8,5%                                         | 49,1%                                        | 31,5%                                        |

Média do País no censo de 2001:  0/14 Anos-16,0%; 15/24 Anos-14,3%; 25/64 Anos-53,4%; 65 e mais Anos-16,4%
Média do País no censo de 2011:   0/14 Anos-14,9%; 15/24 Anos-10,9%; 25/64 Anos-55,2%; 65 e mais Anos-19,0%

Faz fronteira com as freguesias da Freixianda, Pelmá, Chãos, Além da Ribeira, Sabacheira, Rio de Couros. Fica no limite de quatro municípios: Ourém, Alvaiázere, Ferreira do Zêzere e Tomar. Diz-se que três bispos se podiam ali reunir e conversar, sem que cada um tivesse de sair da sua diocese: Coimbra, Leiria e Santarém.
Era atravessada pelo rio Nabão, que tem na nascente do Agroal o maior reforço do seu caudal.
Os lugares mais povoados da antiga freguesia são:
- Formigais
- Casal da Igreja
- Porto Velho
- Palmeiria
- Vermoeira
- Botelha
- Casal da Fonte
- Quebrada de Baixo

## História
Na margem direita do rio Nabão, no lugar do Porto Velho, fica situado o monte designado por Castelo, onde foram descobertos vestígios arqueológicos de um castro da Idade do Ferro. Associadas a esse monte há algumas lendas de tradição oral, em que mouras encantadas faziam magias e guardavam tesouros. Numa dessas lendas, a moura pede leite a uma pastora e em troca enche-lhe a bilha com carvões. A menina pastora despeja a oferta, mas ao chegar a casa vê que os restos se tinham transformado em ouro. Quando volta para recuperar o que tinha deixado, já não o encontra.
O padroeiro da freguesia é São Vicente. Nos registos (Livro 2.º da Ordem de Cristo, ANTT) relativos ao território de Tomar em 1570 já se encontra referência a uma capela dedicada ao mesmo padroeiro.
Nessa mesma data, a aldeia de Formigais era composta por 8 fogos (cerca de 40 habitantes). (Amorim Rosa, 1988, p. 144)
No século XVII, foi criada a freguesia, desanexada da freguesia da Sabacheira, no Município de Tomar. Até aí o seu território fazia parte da Comenda da Sabacheira da Ordem de Cristo. Em 1758 o Padre Luís Flores, na "Descrição da Vila de Ourém", ainda se lhe refere como Termo de Tomar. Em 1768 Paulo Dias de Niza, no "Portugal Sacro-profano" indica que pertencia à prelazia da vila de Tomar, "nullius diocesis".
Em 1840 deixou de pertencer ao território de Tomar e passou para o concelho (atual município) de Ourém. No entanto, quanto à jurisdição religiosa manteve-se ligada à Sabacheira até 1956, altura em que passou para a Diocese de Leiria-Fátima.

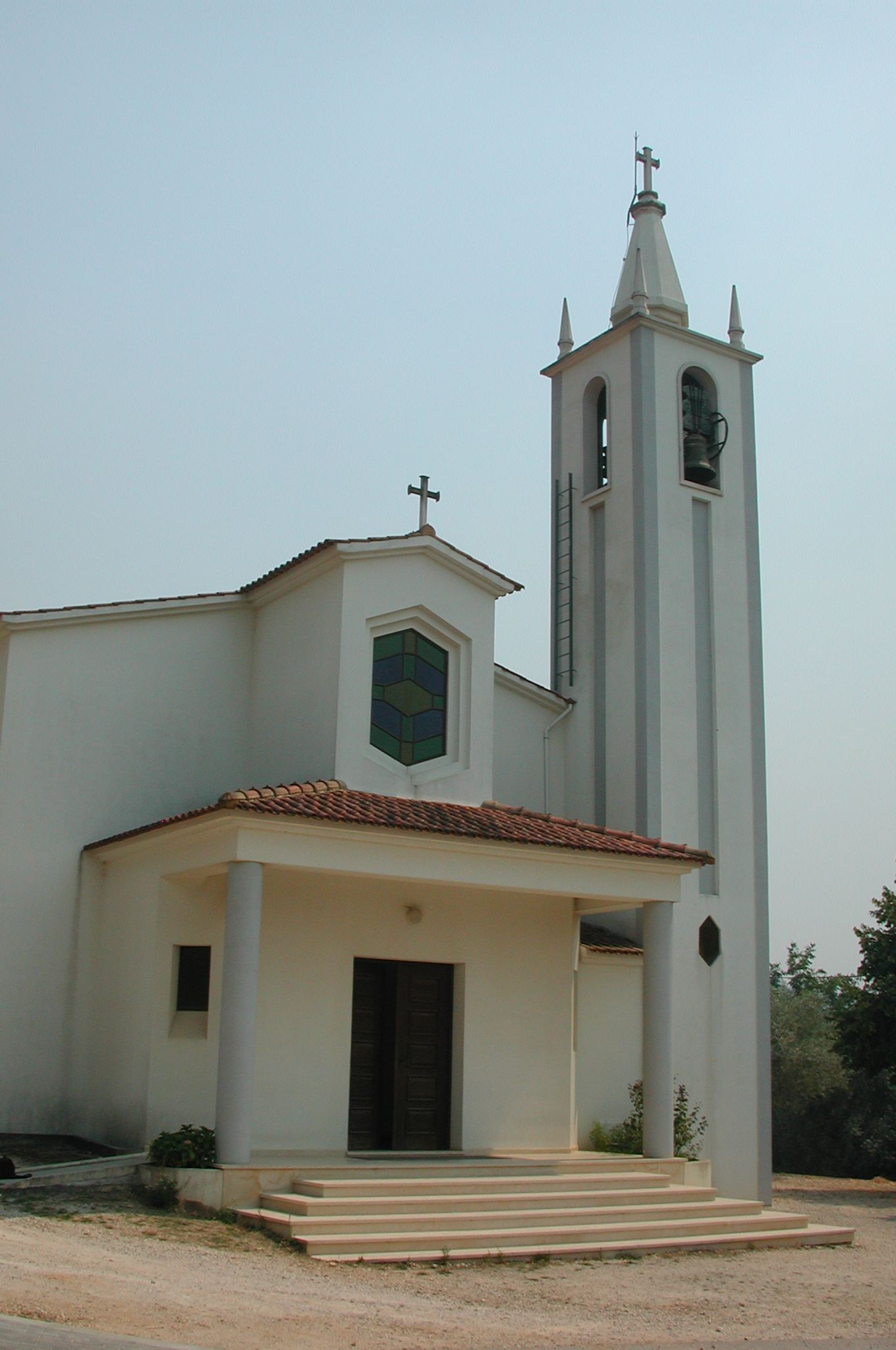

## Património
Actualmente a freguesia tem uma igreja matriz e duas capelas. A igreja matriz fica situada no Casal da Igreja. No lugar de Formigais há uma capela dedicada a Santo António e no lugar da Botelha há também uma capela dedicada a Santo Amaro.